# Goran Sukno
Goran Sukno (* 6. April 1959 in Dubrovnik) ist ein ehemaliger jugoslawischer Wasserballspieler. Er gewann je eine Goldmedaille bei Olympischen Spielen und Weltmeisterschaften und war einmal Europameisterschaftszweiter.

## Karriere
Der 1,88 m große Goran Sukno spielte von 1976 bis 1986 bei VK Jug Dubrovnik und war in dieser Zeit mehrfach jugoslawischer Meister. Danach spielte er acht Jahre für Rari Nantes Salerno in Italien.
Sein erstes großes internationales Turnier mit der Nationalmannschaft waren die Mittelmeerspiele 1983. Die Jugoslawen gewannen den Titel vor den Mannschaften aus Spanien und Italien. Im Jahr darauf siegten die Jugoslawen in ihrer Vorrundengruppe bei den Olympischen Spielen 1984 in Los Angeles. In der Finalrunde gewannen die Jugoslawen alle Spiele mit Ausnahme des Spiels gegen die Mannschaft aus den Vereinigten Staaten, das mit 5:5 endete. Die Jugoslawen erhielten die Goldmedaille wegen des gegenüber dem US-Team besseren Torverhältnisses. Goran Sukno erzielte im Turnierverlauf sechs Tore, beim Spiel gegen die Vereinigten Staaten konnte er einen Treffer beisteuern. Im Jahr darauf verloren die Jugoslawen bei der Europameisterschaft in Sofia nur ihr Auftaktspiel gegen Ungarn, gegen die sowjetische Mannschaft spielten die Jugoslawen unentschieden. Am Ende siegte die sowjetische Mannschaft vor den Jugoslawen und der deutschen Mannschaft. 1986 bei der Wasserball-Weltmeisterschaft in Madrid besiegten die Jugoslawen die sowjetische Mannschaft im Halbfinale mit 9:8. Im Finale gewannen die Jugoslawen mit 12:11 gegen die italienische Mannschaft.
Goran Suknos Sohn Sandro Sukno war wie sein Vater Olympiasieger und Weltmeister, allerdings für Kroatien.